# Дубовая роща (Шепетовка)
Дубовая роща (укр. Дубовий Гай) — ботанический памятник природы местного значения на Украине.

## Расположение
Расположен в пределах Шепетовского района Хмельницкой области. Находится в западной части города Шепетовка, на территории городского водозабора.

## Описание
Занимает территорию 3,7 га (0,037 км²). Статус охраняемой зоны предоставлен согласно решению 11 сессии областного совета от 30.03.2004 года № 22-11/2004. Находится в ведении Шепетовской городской рады.
Статус предоставлен с целью сохранения насаждений дуба черешчатого в возрасте от 150 до 250 лет.

## Галерея

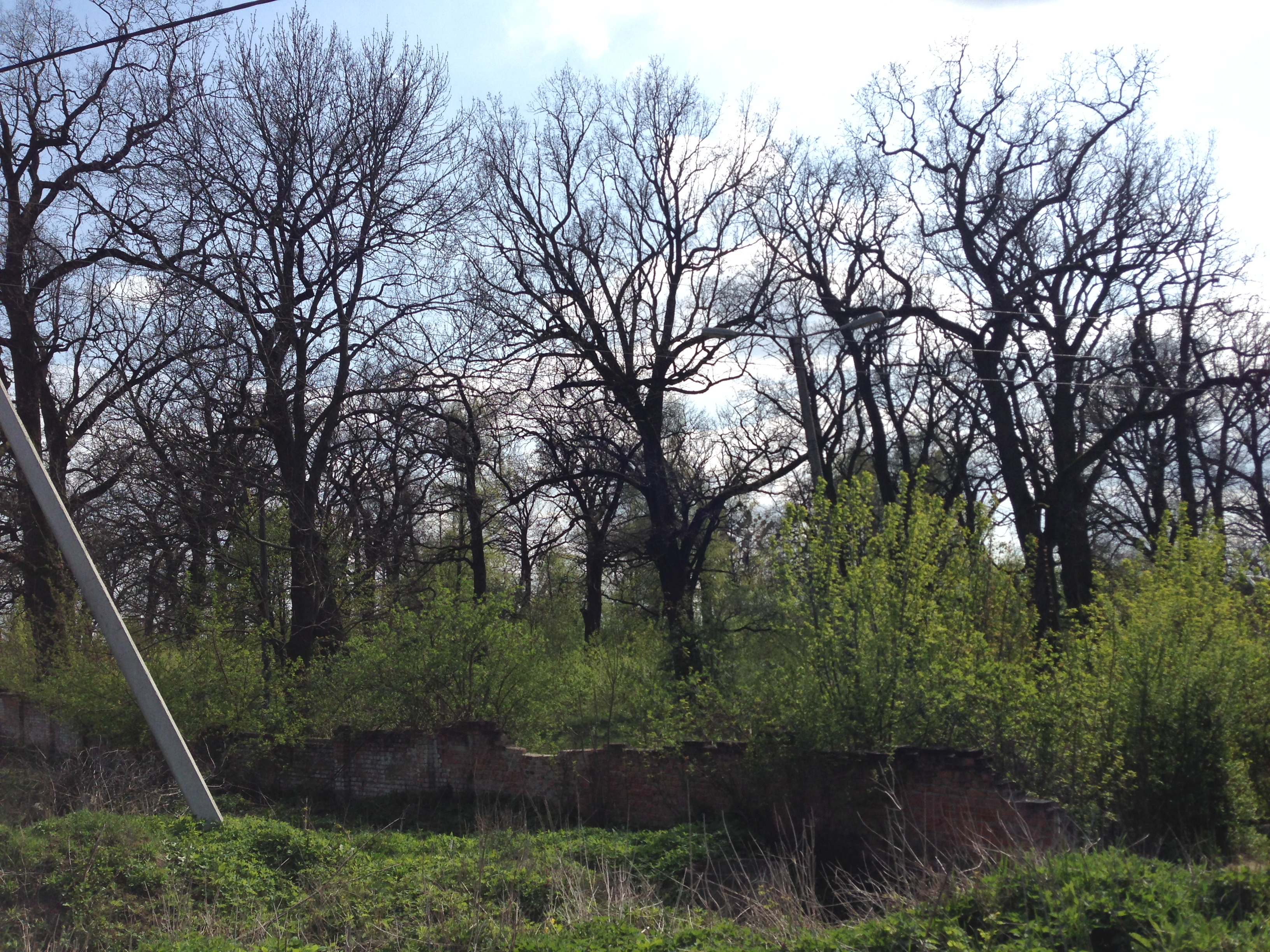
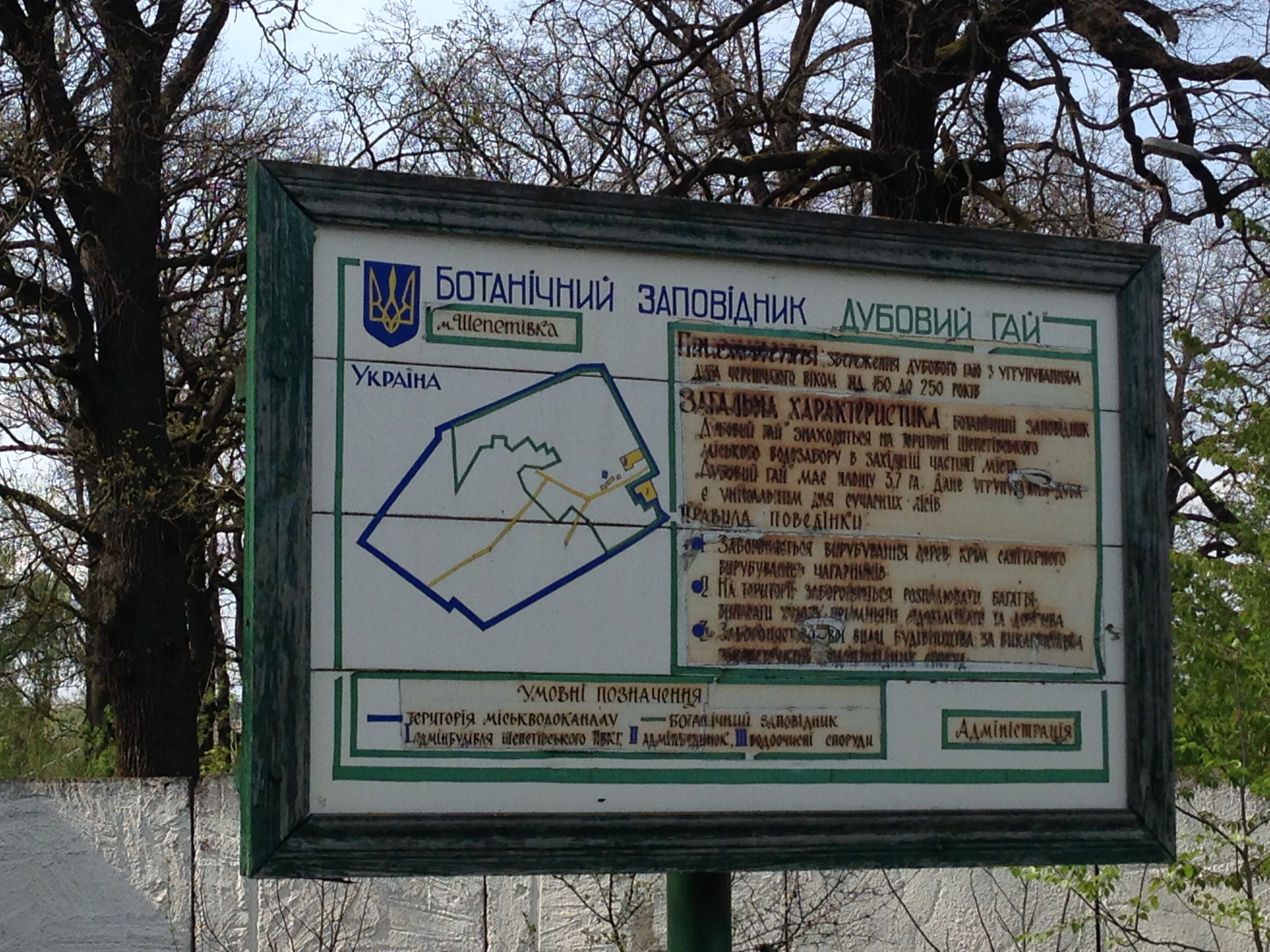
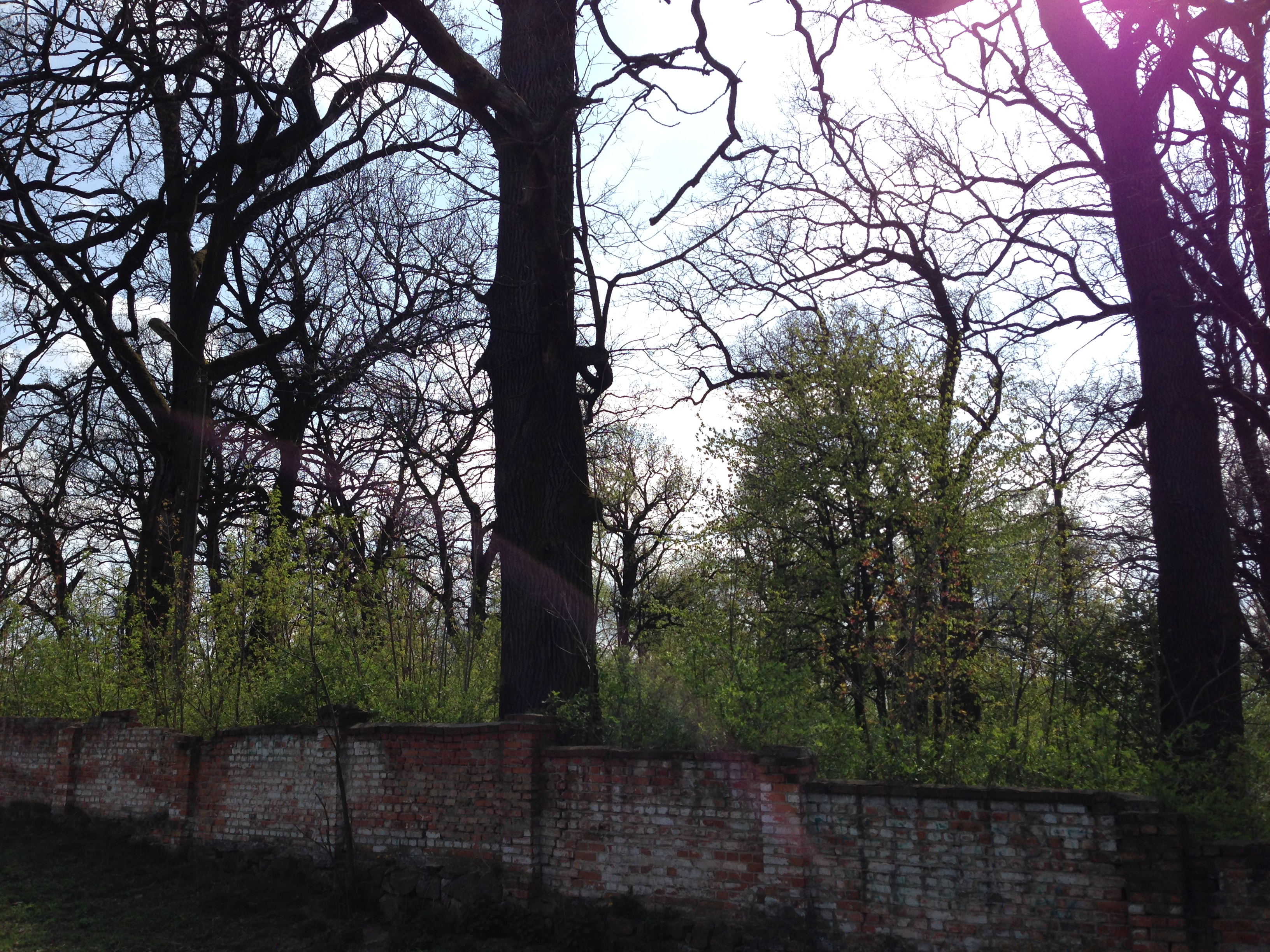